# Ripton
Ripton – miasto w Stanach Zjednoczonych, w stanie Vermont, w hrabstwie Addison.